# Trousse à projets
 (mai 2025).
La mise en forme du texte ne suit pas les recommandations de Wikipédia : il faut le « wikifier ».
Les points d'amélioration suivants sont les cas les plus fréquents. Le détail des points à revoir est peut-être précisé sur la page de discussion.
- Les titres sont pré-formatés par le logiciel. Ils ne sont ni en capitales, ni en gras.
- Le texte ne doit pas être écrit en capitales (les noms de famille non plus), ni en gras, ni en italique, ni en « petit »…
- Le gras n'est utilisé que pour surligner le titre de l'article dans l'introduction, une seule fois.
- L'italique est rarement utilisé : mots en langue étrangère, titres d'œuvres, noms de bateaux, etc.
- Les citations ne sont pas en italique mais en corps de texte normal. Elles sont entourées par des guillemets français : « et ».
- Les listes à puces sont à éviter, des paragraphes rédigés étant largement préférés. Les tableaux sont à réserver à la présentation de données structurées (résultats, etc.).
- Les appels de note de bas de page (petits chiffres en exposant, introduits par l'outil «  Source ») sont à placer entre la fin de phrase et le point final[comme ça].
- Les liens internes (vers d'autres articles de Wikipédia) sont à choisir avec parcimonie. Créez des liens vers des articles approfondissant le sujet. Les termes génériques sans rapport avec le sujet sont à éviter, ainsi que les répétitions de liens vers un même terme.
- Les liens externes sont à placer uniquement dans une section « Liens externes », à la fin de l'article. Ces liens sont à choisir avec parcimonie suivant les règles définies. Si un lien sert de source à l'article, son insertion dans le texte est à faire par les notes de bas de page.
- La présentation des références doit suivre les conventions bibliographiques. Il est recommandé d'utiliser les modèles {{Ouvrage}}, {{Chapitre}}, {{Article}}, {{Lien web}} et/ou {{Bibliographie}}. Le mode d'édition visuel peut mettre en forme automatiquement les références.
- Insérer une infobox (cadre d'informations à droite) n'est pas obligatoire pour parachever la mise en page.

Pour une aide détaillée, merci de consulter Aide:Wikification.
Si vous pensez que ces points ont été résolus, vous pouvez retirer ce bandeau et améliorer la mise en forme d'un autre article.
 (décembre 2021).
La Trousse à projets est un groupement d'intérêt public français créé en 2017. Son objectif est d’encourager et de faciliter la mise en œuvre de projets pédagogiques et éducatifs, l’ouverture de l’école sur son environnement et le développement de partenariats. Ses activités sont déployées en direction des élèves et des communautés scolaires des écoles, collèges et lycées publics et privés sous contrat.

## Histoire

### Création
Le groupement d’intérêt public (GIP) Trousse à projets a été créé le 2 mai 2017 à l’initiative du ministère de l’Éducation nationale, de la Jeunesse et des Sports en partenariat avec l’Office central de la coopération à l'école, réseau Canopé, le Crédit coopératif et le fonds de dotation pour une École solidaire et innovante.
Créé initialement pour trois ans, il a été prolongé deux fois pour trois années supplémentaires par modification de sa convention constitutive adoptée par l’assemblée générale (en 2019 puis en 2022). Son objet est de réaliser des activités d’intérêt général, sans but lucratif, visant à encourager et faciliter la mise en œuvre de projets pédagogiques ou éducatifs. Le groupement d’intérêt public exerce ses missions sur l’ensemble du territoire national.

### Activités
La mission historique du GIP consiste à administrer une plateforme de financement participatif, la « Trousse à Projets », dédiée aux projets des enseignants et de leurs élèves au bénéfice de ces derniers. D'abord expérimentée dans cinq académies pilotes au printemps 2017 (Versailles, Lille , Orléans Tours, Reims, Montpellier), la plateforme est mise à disposition de toutes les académies dans une première version à la fin de l’année 2017. Une version 2 enrichie de nouvelles fonctionnalités et d’un guide en ligne pour les porteurs de projets est mise à disposition des utilisateurs en février 2019.
Au printemps 2020, dans un contexte de crise sanitaire et de fermeture des établissements scolaires, le GIP développe le programme « 100% familles connectées » afin  d’équiper d’ordinateurs et de connexion des élèves et d’accompagner leurs parents aux usages du numérique à l’École.
En juillet 2020, le GIP est missionné comme opérateur du volet « élève » de l’action « territoires numériques éducatifs » expérimentée dans l’Aisne et le Val-d’Oise. Cette action, lancée par Le Secrétariat général pour l’investissement avec le ministère de l’Éducation nationale et de la Jeunesse vise à répondre aux contraintes révélées par la crise sanitaire pour assurer une continuité pédagogique performante. Au printemps 2021, le GIP est désigné pilote national du volet « parentalité » de l’action « territoires numériques éducatifs » élargie à 10 départements supplémentaires.

## Organisation et gouvernance
Le GIP Trousse à projets est régi par le chapitre II de la loi n°2011-525 du 17 mai de simplification et d’amélioration de la qualité du droit, par ses décrets d’application et par sa convention constitutive adoptée par ses membres et approuvée par ses autorités de tutelle.
Le GIP est administré par une assemblée générale, présidée par un président élu et dirigé par un directeur. L’assemblée générale comprend six membres : deux représentants de l'État et un représentant pour chacun de ses autres membres. Jérôme Saltet exerce la présidence du groupement depuis sa création. Julie Carbonnier est nommée directrice du groupement à compter de novembre 2024. Elle succède à Anne Bennet nommée à la direction du groupement à sa création, et à Claudie Martens.
Le siège du groupement et les locaux sont situés au 60 boulevard du lycée à Vanves.

## Missions

### Financement participatif
Le GIP Trousse à Projets met à disposition des enseignants et de leurs élèves une plateforme de financement participatif.

#### Fonctionnement général
La Trousse à Projets est ouverte aux enseignants, directeurs d’écoles, chefs d’établissements ou autres personnel scolaire exerçant dans un établissement scolaire du premier ou du second degré, public ou privé sous contrat d’association avec l’État. Les collégiens et lycéens peuvent également proposer un projet sur la Trousse à Projets en utilisant une adresse académique.

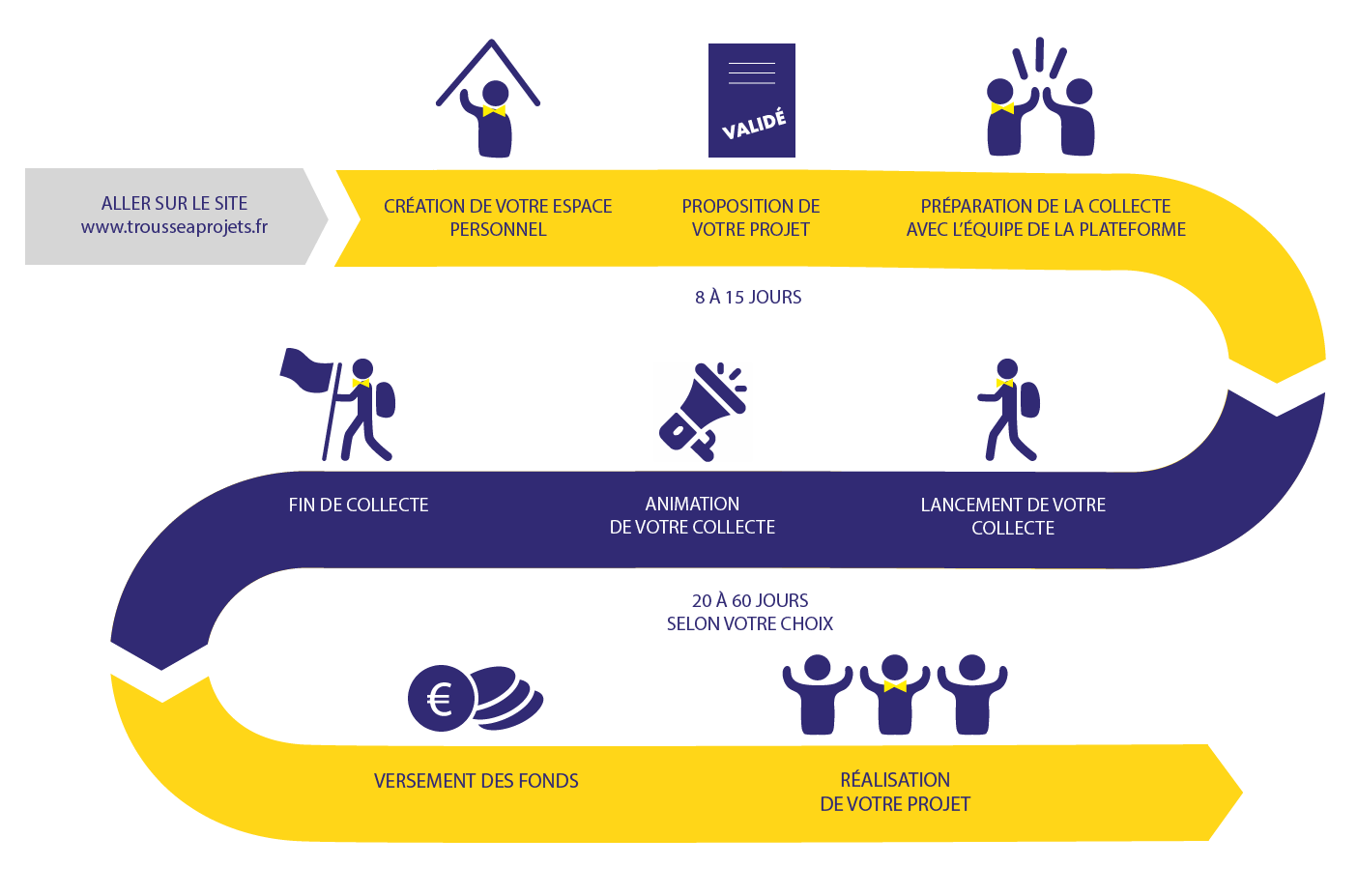

Le financement sollicité via cette plateforme n’a pas vocation à se substituer au financement récurrent des activités du ministère de l’Éducation nationale ou des collectivités territoriales, mais à financer des projets complémentaires.
Pour être éligibles, les projets doivent correspondre à l’une au moins des thématiques suivantes :  
Arts et cultures ; Citoyenneté/vivre ensemble ; Culture numérique ; Culture scientifique et technique ; Échanges interculturels/langues ; Éducation aux médias et à l’information ; Environnement, Développement durable ; Histoire et mémoire ; Langue française/Poésie ; Orientation ; Relations école-entreprise ; Santé et prévention ; Sport (ou éducation physique et sportive).
Ils doivent en outre s’inscrire dans l’un au moins des dispositifs suivants :
Classe de découverte ou sortie avec nuitée ; Création d’outils pédagogiques ; Création / Participation à un événement ; Pratiques artistiques ; Création d’outils pour la vie de l’école/ de l’établissement ; Expérience internationale ; Intervention artiste/société civile.

#### Le volet solidaire
La démarche de financement participatif repose sur l’activation d’une communauté de contributeurs. Elle est donc susceptible de reproduire certaines inégalités. C’est pourquoi un fonds de solidarité donne un coup de pouce aux collectes qui en ont le plus besoin (projets inclusifs, projets issus d’écoles ou d’établissements en réseau d’éducation prioritaire ou projets d’établissements géographiquement isolés). Ce soutien est rendu possible grâce aux dons faits au fonds de solidarité sur la plateforme, et grâce aux partenaires mécènes,,,.

#### Données sur les campagnes

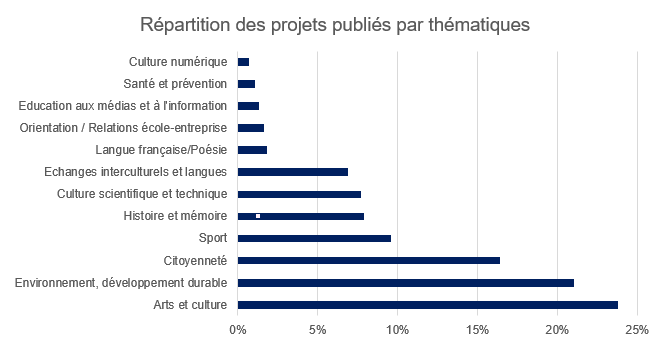
Répartition des projets publiés par thématiques

Depuis 2017, 7 500 projets ont été déposés sur la plateforme, levant 7,5 millions d'euros.
Sur l'année civile 2024, 1 969 collectes se sont achevées, dont 59 % étaient portées par des établissements du 1er degré et 41 % par des établissement du 2nd degré.
Le montant moyen collecté en 2024, s'élève à 1 507€.

### Les ressources à disposition
Les ressources sont en libre accès et guident les utilisateurs à chacune des étapes de la collecte :
- Guide : La Trousse en un coup d’œil
- Guide : Tout savoir sur les étapes d’une collecte
- Guide : Tout savoir sur l’animation d’une collecte
- Guide : Tout savoir sur la réalisation d’un don
- Guide : Tout savoir sur la réception des fonds
- Vidéo : comprendre la Trousse à projets en 2 minutes
- Vidéo : les valeurs de la Trousse à projets
- Vidéo : ils et elles témoignent
- Vidéo : la Trousse en 30 secondes
- Replay : Webinaire, comment ça marche ?
- Podcast : l'École en action

### Lutte contre la fracture numérique

#### Programme «100% de familles connectées»
Le Fonds de dotation pour une École Solidaire et Innovante et plusieurs fondations partenaires se sont mobilisées en lien avec le ministère de l’Éducation nationale de la Jeunesse pour développer le programme « 100% de familles connectées » dont le pilotage opérationnel a été confié au GIP Trousse à Projets. L’objet du programme est de lutter contre la fracture numérique en équipant des élèves et leurs familles par la fourniture d’un ordinateur et/ou d’une connexion Internet et en accompagnant élèves et familles aux usages du numérique.
Une première opération a pu être déployée au sein des lycées professionnels de la Seine-Saint-Denis et du Val-d’Oise et a équipé 294 lycéens en 2020.
Une seconde opération, menée en avec la fondation Break Poverty au cours de l’année 2021, a équipé et d’accompagné 107 collégiens de l’académie de Normandie.

### Parentalité et Numérique
Lancé en juin 2020 par le Secrétariat Général pour l’Investissement avec le Ministère l’Éducation nationale, de la Jeunesse, « Territoires Numériques Éducatifs » (TNE) est un dispositif qui vise à répondre aux contraintes révélées par la crise sanitaire pour assurer la continuité de l’enseignement.
L’élargissement du dispositif à 10 départements supplémentaires a été programmé à la rentrée 2021. Dans ce cadre, le GIP a été désigné pilote national pour le volet “parentalité” du dispositif.

#### Les territoires TNE
Dans le cadre de l’élargissement, la stratégie définie dans le cadre de la convention signée le 16 décembre 2021 entre la Trousse à Projets et la Caisse des Dépôts et Consignations, opérateur financier de l’action, repose notamment sur l’expérience acquise dans le cadre de l’expérimentation menée dans l’Aisne et le Val d’Oise.
Elle s’inscrit dans une démarche d’accompagnement des acteurs locaux, respectueuse des besoins spécifiques des territoires et des priorités retenues dans les stratégies départementales. Les dix départements retenus présentent en effet des profils variés et des besoins spécifiques. La diversité des stratégies départementales doit ainsi permettre de faire émerger des approches, méthodes et solutions variées, formaliser et tester ces différentes solutions en poursuivant un même objectif : fédérer une coalition d’acteurs (État, collectivités territoriales, associations, entreprises de l’économie sociale et solidaire, EdTech…) et de communautés (enseignants, parents, médiateurs) pour faire émerger, vivre et partager une culture commune de la coéducation et de l’inclusion numérique des parents.
Les 10 départements supplémentaires sont : Bouches-du-Rhône ; Cher ; Corse-du-Sud ; Doubs ; Finistère ; Guadeloupe ; Hérault ; Isère ; Vienne ; Vosges.